# History Wars
Die History wars in Australien sind eine seit Jahren andauernde öffentliche Debatte über die Interpretation der Geschichte der europäischen Kolonisation Australiens und ihre Auswirkungen auf Aborigines und Torres-Strait-Insulaner. Die Debatte dreht sich um die Frage in der australischen Geschichte, ob die europäische Besiedlung seit 1788
- human war; also das Land friedlich besiedelt wurde, dabei aber bestimmte Ereignisse der schlechten Behandlung der indigenen Bevölkerungen Ausnahmen waren; oder
- gekennzeichnet war durch offiziellen und inoffiziellen Imperialismus, Ausbeutung, Enteignung, Misshandlung, gewaltsame Konflikte und kulturellen Genozid; oder
- irgendwo dazwischen liegt.

Die Debatte um die History Wars schließt auch weitere Themen ein wie die nationale Identität, aber auch methodische Fragen über den Wert und die Zuverlässigkeit schriftlicher Aufzeichnungen staatlicher Organisationen und der Siedler sowie der mündlichen Überlieferungen der Aborigines und wie Ideologien diese Interpretationen beeinflussen.

## Hintergrund
1968 prägte Professor W. E. H. „Bill“ Stanner, ein australischer Anthropologe, den Begriff der Great Australian Silence (etwa: des „großen australischen Schweigens“) in der Boyer-Lesung mit dem Titel After the Dreaming (Wortspiel, bei dem dreaming „Träumen“ und „Traumzeit“ bedeutet; etwa: „Nach dem Träumen“, „Nach der Traumzeit“). Darin behauptete er, dass die Geschichtsschreibung Australiens unvollständig sei. Er bekräftigte, dass die Geschichte der australischen Nation bis zu diesem Zeitpunkt weitgehend in einem positiven Licht dargestellt sei, aber dass die indigenen Australier quasi ausgeblendet worden seien. Er sah das als einen strukturellen und absichtlichen Versuch an, „einige Hunderttausend Aborigines, die zwischen 1788 und 1938 lebten und starben“ und die negativen Ereignisse der Geschichte auszulassen.
Eine neue Gruppe australischer Historiker befasste sich daraufhin mit den negativen Folgen der britischen Besiedlung für die indigenen Australier. In den 1970er und 1980er Jahren begannen Historiker wie Manning Clark und Henry Reynolds Bücher und Artikel zu publizieren, deren erklärtes Ziel es war, die selektive Geschichtsschreibung und Verfälschung oder Ignoranz der Geschichte indigener Australier zu korrigieren.
In Artikeln, die besonders im konservativen Magazin Quadrant veröffentlicht wurden, wurde wiederum diese negative Sicht auf die australische Geschichte kritisiert (siehe Black Armband Debate). Dies führte zu einer umfangreichen politischen Debatte zur Amtszeit der Koalitionsregierung (1996–2007) unter Premierminister John Howard, dem Vorsitzenden der liberal-konservativen Liberal Party of Australia, der die Ansichten des Quadrant-Magazins öffentlich unterstützte.

## Black Armband Debate
Der „Geschichtsblickwinkel des Black Armband (der Trauerbinde)“ ist ein Begriff, der von dem australischen Historiker Geoffrey Blainey 1993 bei der Sir John Latham Memorial Lecture benutzt wurde, um jene Sichtweisen der Geschichte zu beschreiben, die auf die Enteignung der indigenen Australier abstellen. Die Vorlesung wurde in der Folge im politischen und literarischen Journal Quadrant veröffentlicht. Blainey kontrastierte diese Sichtweise mit dem Three Cheers view of history (etwa: Drei-Hallelujah-Blickwinkel).
Black Armband wird von Aborigines und anglo-australischen Sympathisanten als Begriff benutzt, um die Geschichte Australiens nach 1788 zu beschreiben. 1986 rief zum Beispiel ein Poster in Alice Springs Australier dazu auf, ein schwarzes Trauerband für das „Jahr der Trauer der Aborigines“ zu tragen.
John Howard definierte 1996 in der Sir Robert Menzies Lecture: „Der Geschichtsblickwinkel des Black Armband beinhaltet, dass das meiste australischer Geschichte seit 1788 nur wenig mehr als eine unappetitliche Geschichte von Imperialismus, Ausbeutung, Rassismus, Sexismus und anderen Formen der Diskriminierung gewesen sei.“
In seinem Buch Why Weren't We Told? von 1999 bezog sich Reynolds, der vermutlich prominenteste Historiker, der dem Black Armband zugerechnet wird, noch einmal auf Stanners „Great Australian Silence“, und einem „mentalen Block, der Australier davon abhält, die Vergangenheit zu akzeptieren“. Er sagte, dass das Schweigen über australische Geschichte zur Gewalt bei der Besiedlung im 20. Jahrhundert sehr im Gegensatz stehe zur Offenheit, mit der die Gewalt im 19. Jahrhundert zugegeben und diskutiert worden sei:

„Es ist alles in den Büchereien und Archiven dokumentiert. Sie quellen über vor Beweisen der Gewalt. Die Nachricht, die sie überbringen, ist eindeutig. Um die Gewalt zu verleugnen, ist es notwendig, die Geschichte zu verleugnen. Was ich am erstaunlichsten fand an den Schriften des kolonialen Australiens, war die offene und ehrliche Diskussion über Rassengewalt und die öffentliche Akzeptanz der Gewalt, die diese Diskussionen signalisierten. Die Zeitungen waren sehr beredt und die reichste Quelle für Material. Das ist vor allem in Queensland der Fall, wo es viele kleine lokale Zeitungen gab, die zu publizieren begannen, als die Gewalt im Hinterland noch grassierte. Es gab nur wenig Nachdenklichkeit in Diskussionen darüber, wie man ‚mit den Schwarzen umgehen solle‘, obwohl es immer auch Debatte und Meinungsverschiedenheiten gab …. Aber es gab auch Journalisten und Korrespondenten von der Grenze, die offen über ihre eigenen brutalen Taten sprachen; die mit ihrem tödlichen Heldenmut, ihrer Beteiligung an Massakern prahlten, oder die Greueltaten von ihrem Schreibtisch aus unterstützten.“

## Genozid-Debatte
Eine weitere Debatte unter australischen Historikern befasste sich mit der Frage, ob die europäische Kolonisation Australiens zu einem Genozid der Aborigines und insbesondere der Tasmanier geführt hatte. Große Teile der Debatte beziehen sich darauf, ob der Begriff Genozid ausschließlich auf das absichtliche Töten von Aborigines angewendet werden kann, oder ob Genozid auch jene Fälle einschließt, bei denen rücksichtsloses, aber unabsichtliches Verhalten oder Unterlassung der Siedler zum Tod von Aborigines führte.
Historiker wie Tony Barta meinen, dass es für die Opfer-Gruppe wenig ausmache, ob sie durch eine geplante Attacke oder eine ungeplante ausgelöscht wurden.
Henry Reynolds hebt hervor, dass europäische Kolonisten und ihre Nachfahren oft Begriffe wie „Auslöschung“ und „Aussterben“ benutzen und dass seiner Meinung nach Genozid „viele Formen annehmen kann, von denen nicht alle Gewalt beinhalten.“
Die Politikwissenschaftler Kenneth Minogue sowie Keith Windschuttle stimmen dem nicht zu und sagen, dass kein Genozid stattgefunden habe. Minogue definiert Genozid nicht, aber sagt, dass die Nutzung dieses Begriffes eine extreme Manifestation von Schuldgefühlen der modernen australischen Gesellschaft über die falsche Behandlung der Aborigines durch ihre Gesellschaft sei. Seiner Meinung nach ist der Begriff Teil des Prozesses, den die australische Gesellschaft braucht, um mit ihrer Vergangenheit ins Reine zu kommen. Dadurch werde der Begriff des Genozids aber überdehnt, um in die Debatte eingeführt werden zu können.
Judy Campbell argumentiert, dass einige Historiker wie Henry Reynolds von der Idee einer europäischen Schuld an einem versuchten Genozid so beeinflusst seien, dass sie schwache Hinweise ausnutzten, um die Pockenepidemie in Australien 1789 mit den britischen Kolonisten zu verknüpfen. Sie weist darauf hin, dass diese Historiker Hinweise übersähen, die dafür sprächen, dass große Teile der Aborigines nicht durch den Kontakt mit britischen Siedlern an Pocken gestorben seien, sondern sich die Krankheit im Kontakt mit Fischern aus Indonesien zugezogen hätten.

## DieStolen-Generations-Debatte
Der Report Bringing Them Home von 1997 über die Stolen Generation dokumentiert die Deportation von Kindern der Aborigines aus ihren Familien durch den australischen Staat und Bundesbehörden und wie diese Kinder an christliche Missionsstationen gegeben wurden. Die Art und der Umfang dieser Kindesentziehungen ist in Australien umstritten. Einige Kommentatoren stellen die Resultate des Berichtes in Frage und meinen, dass er übertrieben sei. Sir Ronald Wilson, früherer Präsident der Human Rights and Equal Opportunities Commission und Commissioner der Anfrage, hat erklärt, dass keiner der 500 Zeugen je ins Kreuzverhör genommen worden sei. Das Zustandekommen des Reportes wird infrage gestellt, da die Kommission nicht kritisch hinterfragt oder getestet habe, inwieweit und wie viele der Kinder ohne oder mit Einverständnis sowie ohne oder mit guten Gründen von ihren Eltern entfernt worden seien.
Ein typisches Beispiel für den Stil, wie die Debatte geführt wurde, ist ein Disput zwischen Andrew Bolt und Robert Manne, in dem sie sich auf Einzelbeispiele konzentrieren, anstatt sich mit anderen Dokumenten zu beschäftigen wie zum Beispiel, wie sich die legale Grundlage für die Kindesentfernungen im Laufe der Zeit und zwischen unterschiedlichen Rechtsbegriffen veränderte, oder anstatt die zeitgenössische journalistische Berichterstattung von Ernestine Hill einzubeziehen.
Der rechtsgerichtete Zeitungskolumnist Andrew Bolt hat die pure Existenz der Stolen Generation angezweifelt und sagte, dass es sich um einen „obszönen“ Mythos handle; dass es in keinem Staat oder Territorium eine Politik gegeben habe, die die systematische Entfernung der sogenannten „Halbblut“-Kinder umfasst habe. Robert Manne antwortete, dass Bolt nicht die dokumentierten Hinweise beachte, die die Existenz der Stolen Generation zeigten, und dass dies ein klarer Fall von historischem Revisionismus und Leugnung sei. Bolt forderte anschließend Manne auf, zehn Fälle zu liefern, die es rechtfertigten, die Kinder als gestohlen zu bezeichnen und nicht als Entfernung wegen Vernachlässigung, Missbrauch und Verlassensein. Als Manne nicht antwortete, sah Bolt es als Indiz für die Unzuverlässigkeit der Behauptung, dass es sich um systematische Entfernungen gehandelt habe. Manne erwiderte, eine dokumentierte Liste mit 250 Namen beizusteuern Manne erstellte daraufhin eine Liste mit 250 Namen ohne weitere Details oder Dokumentation zu den Umständen. Bolt konnte die Identität und Geschichte einiger sichern und sagte, keiner dieser Fälle rechtfertige den Begriff „gestohlen“. Als ein Beispiel gegen die Existenz der Stolen Generation nahm er die 13-jährige Dolly, die in die Obhut des Staates genommen worden war, nachdem sie „im siebten Monat schwanger, kein Pfennig in der Tasche, kostenlos auf einer Rinderfarm arbeitete.“

## WindschuttlesThe Fabrication of Aboriginal History
2002 veröffentlichte der Historiker Keith Windschuttle in seinem Buch The Fabrication of Aboriginal History, Volume One: Van Diemen’s Land 1803–1847 Fragen zur historischen Evidenz, auf der die Anzahl absichtlich von Europäern getöteter Aborigines basiert. Dabei konzentrierte er sich speziell auf den Black War in Tasmanien. Er behauptete, es gebe glaubwürdige Hinweise für den gewaltsamen Tod von nur 118 Aborigines durch die Hand der Briten, obwohl es unzweifelhaft sei, dass es eine nicht quantifizierbare Anzahl anderer Toter gäbe, über die es keinen Nachweis gebe. Er führte aus, dass die Tasmanier von einem tödlichen Cocktail von eingeführten Krankheiten und Unfruchtbarkeit vernichtet worden seien. Windschuttle untersuchte die gewalttätigen Ereignisse und kam zu dem Schluss, dass es sich dabei nicht um einen Kampf um Territorium handelte, sondern zumeist um Attacken der Aborigines auf Siedler, um Waren wie Decken, Metallwerkzeuge und „exotisches Essen“ der Briten zu ergattern.
Windschuttle meinte, dass Reynolds Quellen missbraucht und aus dem Kontext zitiert habe, um Behauptungen vom „absichtlichen Genozid“ zu unterstützen. Insbesondere beschuldigte er Reynolds des selektiven Zitierens von Antworten einer Umfrage in Tasmanien von 1830, die dieser dazu genutzt habe, Begriffe wie „Auslöschung“, „Aussterben“ und „Ausrottung“ in den Vordergrund zu schieben. Dabei habe er unterschlagen zu erwähnen, dass die Mehrheit der Antwortenden in anderen Teilen der Umfrage Genozid abgelehnt, Mitgefühl für die Sache der Aborigines und außerdem befürchtet hätten, dass der Konflikt, der durch die Attacken der Aborigines entstanden sei, zu deren Aussterben führen würde, weswegen man Maßnahmen ergreifen müsse, dieses zu verhindern.
Windschuttles Behauptungen und Vorwürfe wurden von vielen Historikern zurückgewiesen. Eine umfassende Kritik seiner Thesen enthält das 2003 erschienene Buch Whitewash: On Keith Windschuttle’s Fabrication of Aboriginal History (Schönfärberei: Über Keith Windschuttles Erfindung der Geschichte der Aborigines), eine Anthologie mit Beiträgen der Professoren Henry Reynolds und Lyndall Ryan. Diese Anthologie wurde wiederum Mittelpunkt einer weiteren Publikation des Geschäftsmannes und Objektivisten John Dawson: Washout: On the academic response to The Fabrication of Aboriginal History (Auswaschen: Über die wissenschaftliche Antwort auf Die Erfindung der Geschichte der Aborigines). Dawson stellt dort die Gegenthese auf, dass Whitewash Windschuttles Behauptungen und Forschung unwiderlegt lassen würde. Windschuttles Thesen wurden allerdings auch in zahlreichen weiteren wissenschaftlichen Publikationen scharf kritisiert, darunter in dem Buch Telling the Truth about Aboriginal History (Die Wahrheit über die Geschichte der Aborigines sagen) des Kolonialhistorikers Bain Attwood. Die Historikerin Lyndall Ryan konterte die von Windschuttle gegen sie erhobenen Vorwürfe in ihrem 2012 erschienenen Buch Tasmanian Aborigines: A history since 1803 (Tasmanische Aborigines: Eine Geschichte seit 1803).

## Folgen
In Deutschland wurden die Debatten der History Wars kaum rezipiert. J. Olaf Kleist geht davon aus, dass konservative Kräfte Australiens die „Versöhnung der australischen Gesellschaft untergraben“ wollten und betrachtet die History Wars im Zusammenhang von erlittenem Unrecht wie Enteignung und Stolen Generation. Er ordnet die History Wars als einen Teilprozess der Anerkennung und Aussöhnung Australiens folgendermaßen ein:
- Premierminister Howard bot zwar eine „persönliche Entschuldigung“ für das erlittene Unrecht an, betonte aber, dass insbesondere Handlungen im Zusammenhang mit der Stolen Generation auf staatsrechtlicher Basis stattfanden. Dennoch sei seine konservative Regierung verantwortlich dafür, dass in dieser Debatte die „europäische von der indigenen Vergangenheit Australiens isoliert“ und die Aussöhnung blockiert worden sei, da diese Regierung sich weigerte, eine Entschuldigung auszusprechen und lediglich ihr „tiefes und ehrliches Bedauern“ aussprach.

- Es sei ein großes Manko, dass die History Wars vorwiegend ein „Streit zwischen Nicht-Aborigines darüber waren, wie Aborigines Teil der australischen Gesellschaft sein sollten“. Bedauerlicherweise hätten die meisten Vertreter der Aborigines die Teilnahme an der Diskussion der History Wars mit dem Hinweis abgelehnt, dass dabei historische und gegenwärtige Probleme getrennt behandelt würden. Eine Teilnahme der Aborigines am Diskussionsprozess zur Schaffung einer ausgesöhnten Nation Australiens wird für unabdinglich gehalten.

- Die Debatte um die History Wars war ein „letztes Aufbäumen, eine Revision konservativer Geschichtsschreibung“, die sich letztendlich gegen sie selbst gerichtet habe und sie isoliert habe. In der breiten Öffentlichkeit war der Wunsch nach Aussöhnung groß, und im Jahr 2000 gingen am National Sorry Day in Sydney 250.000 Menschen auf die Straße.[27]

### Staatliche Entschuldigung
Bei den Parlamentswahl vom 24. November 2007 gewann die Australian Labor Party die Wahl, und Kevin Rudd wurde zum Premierminister gewählt. Er entschuldigte sich am 13. Februar 2008 vor dem Parlament für die kolonialen Verbrechen an den Ureinwohner Australiens:

„Premierminister Kevin Rudd entschuldigte sich im Namen des Staates für erlittenes Unrecht bei den Ureinwohnern des Kontinents, ganz besonders bei der sogenannten gestohlenen Generation. Dies sei ein schwarzes Kapitel in der australischen Geschichte, sagte Rudd.“

### Bücher
- W.E.H. Stanner (Hrsg.): After the Dreaming. In: White Man Got No Dreaming: Essays 1938-1973. 1979, ISBN 0-7081-1802-X, S. 198–248.
- Stuart Macintyre, Anna Clark: The History Wars. Melbourne University Publishing, Carlton, Victoria 2003, ISBN 0-522-85091-X.
- Henry Reynolds: Why Weren't We Told? 1999, ISBN 0-14-027842-7.
- Lyndall Ryan: Tasmanian Aborigines: A history since 1803. 2012, ISBN 1-74237-068-3.
- Keith Windschuttle: The Fabrication of Aboriginal History, Volume One: Van Diemen's Land 1803-1847. 2002, ISBN 1-876492-05-8.
- Bain Attwood: Telling The Truth About Aboriginal History. 2005, ISBN 1-74114-577-5.
- John Dawson: Washout: On the academic response to The Fabrication of Aboriginal History. 2004, ISBN 1-876492-12-0.
- Robert Manne (Hrsg.): Whitewash. On Keith Windschuttle's Fabrication of Aboriginal History. 2003, ISBN 0-9750769-0-6.

### Artikel
- J. Olaf Kleist: Die australischen History Wars und was dazu gehört: Grenzen historischer Anerkennung und Versöhnung. In: PERIPHERIE. Nr. 109/110: Vom Erinnern und Vergessen. 28. Jg. 2008, Verlag Westfälisches Dampfboot, Münster, S. 148–173.
- Andrew G. Bonnell, Martin Crotty: Australian "Historikerstreit? In: The Australian Journal of Politics and History. Volume: 50. Issue: 3: 2004, S. 425ff. online edition
- S.G. Foster: Contra Windschuttle. In: Quadrant. März 2003, 47, S. 3.
- P. Francis: The Whole Truth...? In: The Journal of GEOS. 2000.
- History Wars Special. In: Sydney Morning Herald.
- Who plays Stalin in our History Wars? Stuart Macintyre
- Keith Windschuttle: Postmodernism and the Fabrication of Aboriginal History.
- Bob Gould: McGuinness, Windschuttle and Quadrant: The attempt to revise the history of the massacre of Aborigines on the British colonial frontier in Australia. (Annotated bibliography of colonial history). (online)